# Уорън (окръг, Илинойс)
Окръг Уорън (на английски: Warren County) е окръг в щата Илинойс, Съединени американски щати. Площта му е 1406 km², а населението - 18 735 души (2000). Административен център е град Монмаут.